# Beatrice Islets
Beatrice Islets är en ö i Australien. Den ligger i delstaten South Australia, omkring 110 kilometer sydväst om delstatshuvudstaden Adelaide.
Genomsnittlig årsnederbörd är 753 millimeter. Den regnigaste månaden är juni, med i genomsnitt 143 mm nederbörd, och den torraste är januari, med 21 mm nederbörd.